# Fox-1A
Fox-1A, AO-85 oder AMSAT-OSCAR 85 ist ein US-amerikanischer Amateurfunksatellit. Er ist ein 1U-Cubesat, wurde von der AMSAT-NA gebaut und trägt einen einkanaligen Transponder für den Mode U/V in FM-Sprechfunk. Der Satellit verfügt über je eine Stabantenne für das 70-cm- und das 2-m-Band. Um einen Satellitenstart im Rahmen des ELaNa-Programms (Educational Launch of Nanosatellites) der NASA zu ermöglichen, trägt der Satellit weiterhin ein studentisches Experiment (MEMS-Gyroskop) der Pennsylvania State University.
Nach Angaben der AMSAT-NA dient Fox-1A als Ersatz für OSCAR 51. Nach erfolgreichem Start erhielt der Satellit die OSCAR-Nummer 85 zugewiesen.

## Mission
Der Satellit wurde am 8. Oktober 2015 mit einer Atlas-5(401)-Rakete zusammen mit der Hauptnutzlast Intruder 11A (NOSS-3 7A, USA 264, NROL 55) und zwölf weiteren Cubesat-Satelliten von der Vandenberg Air Force Base gestartet. Bereits nach wenigen Stunden wurde der Transponder in Betrieb genommen, erste Verbindungen zwischen Amateurfunkstationen durchgeführt und Telemetrie empfangen.
Nachdem der Satellit längere Zeit nicht mehr aufzunehmen war, wurde am 16. Februar 2020 die Mission vom Betreiber AMSAT Nordamerika als beendet erklärt. Als Ursache wird ein Ausfall der Batterien angenommen.

## Frequenzen
- 145,980 MHz Downlink (FM und FSK-Datenübertragung bis 9600 bps, 400 bis 800 mW Senderausgangsleistung)
- 435,180 MHz Uplink (FM)